# گوویند نیهلانی
گوویند نیهلانی (انگلیسی: Govind Nihalani؛ زادهٔ ۱۹ دسامبر ۱۹۴۰) کارگردان فیلم، تهیه‌کننده فیلم، سناریست و فیلمبردار اهل هند است.

## فیلم‌شناسی
- خشم (۱۹۸۰)
- Vijeta (۱۹۸۲)
- نیمی از حقیقت (۱۹۸۳)
- جشن (۱۹۸۴)
- صدمه (۱۹۸۵)
- تماس (۱۹۸۷)
- دید (۱۹۹۰)
- Pita (۱۹۹۱)
- Rukmavati Ki Haveli (۱۹۹۱)
- جزیره (مجموعه تلویزیونی) (۱۹۹۱)
- خائن (۱۹۹۴)
- Sanshodhan (۱۹۹۶)
- رودخانه خون (تامیلی)
- Hazaar Chaurasi Ki Maa (۱۹۹۷)
- ارثیه شوم (۱۹۹۹)
- Deham (۲۰۰۱)
- دو (۲۰۰۴)
- Ti ani Itar (۲۰۱۷)
- Up Up and Up - (3D Animated Feature Film) (۲۰۱۹)

## جوایز
جایزه ملی فیلم
- جایزه ملی فیلم بهترین فیلمبرداری - جنون (۱۹۷۹)
- جایزه ملی فیلم بهترین فیلم هندی (کارگردان) - خشم (۱۹۸۰)
- جایزه ملی فیلم بهترین فیلم هندی (کارگردان) - نیمی از حقیقت (۱۹۸۳)
- جایزه ملی فیلم بهترین فیلم هندی (کارگردان) - دید (۱۹۹۰)
- جایزه ملی فیلم بهترین فیلم هندی (کارگردان) - Hazaar Chaurasi Ki Maa (۱۹۹۸)
- Nargis Dutt Award for Best Feature Film on National Integration - تماس (۱۹۸۸)

جایزه فیلم‌فیر
- جایزه فیلم‌فیر بهترین فیلمبرداری - جنون (۱۹۸۰)
- جایزه فیلم‌فیر بهترین کارگردانی - خشم (۱۹۸۱)
- جایزه فیلم‌فیر بهترین فیلم - نیمی از حقیقت (۱۹۸۴)
- جایزه فیلم‌فیر بهترین کارگردانی - نیمی از حقیقت (۱۹۸۴)
- Filmfare Critics Award for Best Movie - دو (۲۰۰۴)